# CPR-nummer
Et personnummer, i daglig tale kaldet CPR-nummer (eng. civil registration number), er et ti-cifret, personligt identifikationsnummer som gives til statsborgere og folk med opholdstilladelse i Danmark, samt folk der er bosat udenfor Danmark, men er medlem af ATP eller er skattepligtige efter skattekontrolloven og en række andre tilfælde, hvor der tildeles "administrative personnumre". Personnummeret blev indført ved folkeregisterloven i 1968 og på Grønland i 1972. CPR er en forkortelse for Det Centrale Personregister.

## Personnummerets opbygning
Et personnummer består af ti cifre hvor de første seks angiver en fødselsdato og de næste fire angiver et løbenummer, altså et nummer som forøges løbende med udstedelsen af nye personnumre. Det kan skrives med eller uden bindestreg efter de første seks cifre. Mere nøjagtigt:
- 1. og 2. position angiver personens fødselsdag.
- 3. og 4. position angiver personens fødselsmåned.
- 5. og 6. position angiver personens fødselsår, uden århundrede.
- 7. til 10. position er et løbenummer.

Kombinationen af cifrene i positionerne 5, 6 og 7 angiver det århundrede som personen er født i, og 10. position i personnummeret angiver personens køn. Hvis tallet er lige, er det en kvinde, og hvis tallet er ulige, er det en mand. Nonbinære beholder det personnummer de blev tildelt ved fødslen, mens transkønnede kan tildeles nyt personnummer.

### Under eller over 100 år
Med kun to cifre for fødselsåret kan man ikke alene på 5. og 6. ciffer afgøre om en person er 4 år eller 104 år gammel. Men kombineret med cifret i position 7 finder man entydigt hvilket århundrede personen er født i, som angivet i følgende tabel:
| Løbenr.  | Årstal (5. og 6. ciffer) | Årstal (5. og 6. ciffer) | Årstal (5. og 6. ciffer) |
| Ciffer 7 | 00-36                    | 37-57                    | 58-99                    |
| -------- | ------------------------ | ------------------------ | ------------------------ |
| 0-3      | 1900-1999                | 1900-1999                | 1900-1999                |
| 4        | 2000-2036                | 1937-1999                | 1937-1999                |
| 5-8      | 2000-2057                | 2000-2057                | 1858-1899                |
| 9        | 2000-2036                | 1937-1999                | 1937-1999                |

Tabellen kan læses således: Hvis en person er født i årstallet '14, og 7. ciffer er 3, er der tale om 1914, men hvis 7. ciffer i stedet var 4, er der tale om 2014. Eller hvis en person er født i årstallet '58, og 7. ciffer er 5,6,7 eller 8, er der tale om 1858, men hvis 7. ciffer i stedet var noget som helst andet, er der tale om 1958.

### Erstatnings-CPR-nummer
For at registrere sundhedsoplysninger for patienter uden CPR-numre i det danske sundhedsvæsen kan et erstatnings-CPR-nummer, eller blot eCPR, oprettes. Dette nummer er permanent og registreres i det nationale eCPR-register, hvor navn, køn og fødselsdato bliver gemt og knyttes gerne sammen med et eksternt person-ID til registreringen. Da nummeret registreres i et centralt register, kan det bruges på tværs af diverse sundhedsinstitutioner.
Et eCPR opbygges på samme måde som et ordinært CPR-nummer, på nær position 8 og 9, som opbygges med stort forbogstav på henholdsvist efter- og fornavn.

### Øvrige fakta om personnummeret
- Personnumre genbruges ikke. Alle personnumre kan derfor anses som unikke.
- Personnumre som først tildeles en person følger personen. Der findes altså ikke midlertidige personnumre (men visse administrationsområder benytter i nogle tilfælde midlertidige numre, som altid skal kunne skelnes fra ægte personnumre)
- Personer som har fået tildelt et personnummer hvor fødselsdato eller køn ikke er korrekt afspejlet, kan få et nyt.
- Personer som er udsat for vedvarende identitetsmisbrug via deres personnummer, kan få et nyt.

## Kontrolciffer (det gamle CPR-nummer)
Indtil 1. oktober 2007 kunne man ved hjælp af det såkaldte kontrolciffer udføre en beregning og afgøre om personnummeret var korrekt angivet. Dette er særligt nyttigt i computersystemer hvor indtastede personnumre kan tjekkes for tastefejl. Foruden at det sidste ciffer afgør personens køn, vælges det således at en matematisk ligning, som inddrager de foregående ni cifre, skal være sand. Det gøres efter den såkaldte modulus 11-metode.
Kontrolcifferet betyder, at der kun er cirka 270 personnumre til rådighed for hver kombination af dato og køn. Derfor er man begyndt at erstatte kontrolcifferet med et vilkårligt ciffer på en systematisk måde for at øge mængden af personnumre som kan tildeles for hver dato.
Det første personnummer med et "ugyldigt" kontrolciffer blev udstedt 1. oktober 2007. Alle personnumre som ikke opfylder modulus-kontrollen er indtil nu (2023) udstedt til personer med en registreret en fødselsdato den 1. januar i et givet år. Der er overtal af personer med fødselsdag disse dage, da den er brugt i tilfælde hvor den præcise fødselsdato har været ukendt. I stedet for at angive en anden fiktiv fødselsdato, fx den 2. januar, valgte man at fjerne kontrolcifferet.
CPR-kontoret opfordrer derfor alle som bygger computersystemer til at kunne håndtere personnumre uden modulus-kontrollen. En konsekvens ved ikke at håndtere personnumre uden modulus-kontrollen er at nogle personer kan blive nægtet adgang til systemet uden at det er hensigten.

### Beregning af kontrolciffer
Kontrolcifferet, det tiende ciffer, beregnes ved at gange hvert af de foregående ni cifre med et udvalgt tal som angivet:
| Ciffer nr:  | 1 | 2 | 3 | 4 | 5 | 6 | 7 | 8 | 9 |
| Ganges med: | 4 | 3 | 2 | 7 | 6 | 5 | 4 | 3 | 2 |

Hvert af de ni gangestykker giver et produkt, og summen af de ni produkter og kontrolcifferet skal til sammen være deleligt med 11. Hvis divisionen går op, er kontrolcifferet 0, og ellers er det 11 minus divisionsresten. Giver divisionen resten 1, kan det pågældende løbenummer (ciffer 7-9) ikke anvendes, fordi kontrolcifferet derved ville blive tocifret (10), hvilket ikke er muligt.

### Kontrol af personnummer
Når det skal kontrolleres, om et angivet personnummer er korrekt, udføres følgende beregning:
| Ciffer nr:  | 1 | 2 | 3 | 4 | 5 | 6 | 7 | 8 | 9 | 10 |
| Ganges med: | 4 | 3 | 2 | 7 | 6 | 5 | 4 | 3 | 2 | 1  |

De 10 produkter lægges sammen og divideres med 11. Hvis divisionen går op, og altså giver resten 0, passerer personnummeret kontrollen, og der er mindre risiko for at der er skrevet eller tastet forkert. Hvis et ciffer er ændret, eller 2 cifre ved siden af hinanden byttet om, vil testen altid fejle.

### Eksempel på kontrolberegning af personnummer
Som eksempel bruges en mand der er født 21. oktober 1862. Personnummeret er 211062-5629. Første tal 2 ganges med 4, lig med 8. Næste tal 1 ganges med 3, lig med 3 og så fremdeles. Alle gangestykker lægges sammen og giver 110. 110 divideres med 11 og giver 0 i restværdi, og personnummeret er derfor med stor sandsynlighed korrekt.
| CPR- nr:    | 2 | 1 | 1 | 0 | 6  | 2  | 5  | 6  | 2 | 9 | Sum af produkter | Modulus 11 af sum         |
| Ganges med: | 4 | 3 | 2 | 7 | 6  | 5  | 4  | 3  | 2 | 1 | Sum af produkter | Modulus 11 af sum         |
| Produkt:    | 8 | 3 | 2 | 0 | 36 | 10 | 20 | 18 | 4 | 9 | =110             | 110 / 11 giver 0 til rest |

## Hvordan personnumre tildeles
I CPR-systemet tildeles først personnumre med kontrolciffer for hver enkelt fødselsdato. Det betyder, at der for hver fødselsdato tildeles et fortløbende 3-cifret løbenummer. Når det 10. og sidste ciffer passer til de 9 øvrige cifre i nummeret, tildeles personnumret enten til en kvinde (hvis lige tal) eller til en mand (hvis ulige tal).
Når de cirka 540 personnumre med kontrolciffer, der er til rådighed på hver fødselsdato, er tildelt med cirka 270 til kvinder og cirka 270 til mænd, vil CPR's computerprogram tildele personnumre efter en tabel. Først vælges fra 1. serie, hernæst fra 2. serie og til sidst fra 3. serie. Hvis der findes et personnummer med denne metode, hvor kontrolcifferet passer, springes dette over, da det allerede er blevet tildelt før.
| Tildeling af personnumre til kvinder |               |               |
| 1. serie                             | 2. serie      | 3. serie      |
| DDMMÅÅ - 0002                        | DDMMÅÅ - 0004 | DDMMÅÅ - 0006 |
| DDMMÅÅ - 0008                        | DDMMÅÅ - 0010 | DDMMÅÅ - 0012 |
| DDMMÅÅ - 0014                        | DDMMÅÅ - 0016 | DDMMÅÅ - 0018 |
| DDMMÅÅ - 0020                        | DDMMÅÅ - 0022 | DDMMÅÅ - 0024 |
| DDMMÅÅ - 0026                        | DDMMÅÅ - 0028 | DDMMÅÅ - 0030 |
| ...                                  | ...           | ...           |
| DDMMÅÅ - 9994                        | DDMMÅÅ - 9996 | DDMMÅÅ - 9998 |

| Tildeling af personnumre til mænd |               |               |
| 1. serie                          | 2. serie      | 3. serie      |
| DDMMÅÅ - 0001                     | DDMMÅÅ - 0003 | DDMMÅÅ - 0005 |
| DDMMÅÅ - 0007                     | DDMMÅÅ - 0009 | DDMMÅÅ - 0011 |
| DDMMÅÅ - 0013                     | DDMMÅÅ - 0015 | DDMMÅÅ - 0017 |
| DDMMÅÅ - 0019                     | DDMMÅÅ - 0021 | DDMMÅÅ - 0023 |
| DDMMÅÅ - 0025                     | DDMMÅÅ - 0027 | DDMMÅÅ - 0029 |
| ...                               | ...           | ...           |
| DDMMÅÅ - 9995                     | DDMMÅÅ - 9997 | DDMMÅÅ - 9999 |

Det første og andet løbenummer i hver serie er fastsat, mens de efterfølgende løbenumre findes ved at lægge 6 til det foregående.

## Historier, anekdoter og tilføjelser til loven

### Adopteret i perioden 1976 til 1984
Udenlandske adopterede børn fik i perioden 1976-1984 alle et personnummer med tallet 10 eller 11 som 7. og 8. ciffer. Indenrigsminister Britta Schall Holberg gav i 1984 tilladelse til, at folk med disse personnumre kunne få et nyt.

### Ældste person med CPR-nummer
Når der ses bort fra enkelte tilfælde af ældre CPR-numre, hvor man ikke har været helt sikker på personens fødselsdato, så synes den ældste person (den person med tidligst kendte fødselsdato), der har fået tildelt et personnummer, at være Andreas Matthiesen Hansen, der var født i Møgeltønder (beliggende i en af de kongerigske enklaver), d. 1. september 1863, altså mens Frederik VII stadig var konge af Danmark og helstaten endnu eksisterede. 106 år senere boede han på Storegade i Tønder, og døde som enkemand og som landets ældste indbygger d. 21. marts 1970.

### Den gamle kvinde i Gjern
Følgende historie er en genfortælling af Tom Vilmer Paamands historie:
Man kan benytte ovenstående metoder til at bekræfte at personnummeret 111111-1118 er gyldigt. Det tilhørte en ældre kvinde i byen Gjern, men foruden dette, blev personnummeret også brugt i en række computersystemer, givetvis fordi det var nemt at indtaste. Et større valutaspekulationsfirma valgte at bruge dette personnummer til at postere deres udenlandske kunder, så de kunne passes ind i deres kartoteker. Desværre kom firmaet til at udlevere det opdigtede CPR-nummer med de store indtægter til skattevæsenet.
Skattevæsenet troede at den gamle kvinde fra Gjern var blevet mangemillionær, og Gjern Kommune glædede sig og justerede budgetterne. Ingen spurgte den gamle kvinde, som faktisk var død og kun blev holdt i live i registrene. Det var rent sjusk og ingen havde gjort noget ulovligt, men skatteyderne i Gjern fik forhøjet trækprocenten i årene efter.

### Far og søn med de samme fire sidste cifre
Sandsynligheden for at en far og søn, som begge er født mellem 1937 og 1999, deler de sidste fire cifre er ret lille, nemlig cirka 0,038 % ifølge Thomas Bolander, lektor på Institut for Matematisk Modellering på DTU, som har beregnet og diskuteret sandsynligheden i et læserbrev til Dagbladet Ingeniøren, 6. maj 2008.

### 1. januar og 1. juni som automatisk tildelt fødselsdag
I en længere periode var det kutyme at tildele indvandrere, der ikke kendte eller kunne dokumentere deres fødselsdag 1. januar eller 1. juni som fødselsdag. Dette har bevirket at uforholdsmæssigt mange har fødselsdag på netop disse dage. Den praksis er afskaffet på et tidspunkt inden 2023.

### Nyt personnummer ved juridisk kønsskifte
Folketinget vedtog den 25. juni 2014 lov nr. 752 om ændring af lov om Det Centrale Personregister (Tildeling af nyt personnummer til personer, der oplever sig som tilhørende det andet køn). Loven trådte i kraft den 1. september 2014.
Med lovændringen er det muligt for transkønnede at få tildelt et nyt personnummer i overensstemmelse med det køn, som den pågældende oplever at tilhøre og identificerer sig med. Det nye personnummer giver adgang til udstedelse af nye personlige dokumenter, som f.eks. personattest, pas og kørekort. 